# Fejervarya rufescens
Fejervarya rufescens е вид жаба от семейство Dicroglossidae. Видът не е застрашен от изчезване.

## Разпространение
Разпространен е в Индия.